# Mustafarai
Mustafarai - krótkotrwały, solowy projekt Piotra "Gutka" Gutkowskiego znanego z występów w grupie muzycznej Indios Bravos. Powstał w 2002 roku w Katowicach. Nagrania Mustafarai oscylowały na pograniczu hip-hopu i reggae. Skład formacji tworzyli ponadto wokalista Damian "Bas Tajpan" Krępa oraz raper i producent muzyczny Rafał "Jajonasz" Łukaszczyk.
Jedyne nagrania Mustafarai ukazały się 22 kwietnia 2002 roku na minialbumie pt. Mamto. Na wydawnictwie znalazło się osiem utworów zarejestrowanych w katowickim Prze Studio, należącym do Igora "IGS-a" Sobczyka, który był także producentem nagrań. Płytę stanowiły następujące utwory: "Mam to (Radio Edit)", "Nie rytmiczny mehow", "Mam to (J.A.J.O. Remix)", "Dance'n'Dub", "Mam to", "Muszę skręcić Cię", "Mam to (Instrumental)" i "Nie rytmiczny mehow (Instrumental)", a także krótki materiał wideo, w którym Gutek omówił projekt.
W marcu 2003 roku utwór Mustafarai pt. "Ja mam to" ukazał się na kompilacji różnych wykonawców wraz z magazynem branżowym Klan. W 2004 roku trwały prace nad "pełnym" albumem studyjnym, jednakże wkrótce potem projekt został zarzucony.

## Dyskografia
- Mamto (2002, Gigant Records)